# Масовна гробница у селу Угљаре
Масовна гробница Угљаре је гробно место у селу Угљаре у косовској општини Гњилане. Међу сахрањенима су косовски Срби, сахрањени негде око јула 1999. године. У то време, то је био једини случај који је у косовском трибуналу за ратне злочине укључивао истрагу злочина над цивилима који су евентуално починили Албанци над Србима. Починиоци нису пронађени. Косовским лидерима током рата, укључујући бившег премијера Хашима Тачија, тренутно се суди за злочине против човечности, убиства, принудну депортацију, киднаповање и прогон Срба и других мањина у посебно овлашћеном суду Косовско специјалистичко веће, основаном да кривично гони албанске лидере за злочине током и након рата на Косову.

## Масакр
Дана 24. јула 1999. године, амерички војници као део КФОР-а открили су тела након што су локални мештани пријавили постојање масовне гробнице. Према речима једног локалног мештана, масовна гробница је била веома плитка, а једна жртва је била дете, место је такође било затрпано истрошеним мецима. Локација је пријављена Међународном кривичном суду за бившу Југославију, а истрага је спроведена између 8. и 11. августа 1999. године. Тела су ексхумирана и касније однета у оближњу капелу.

## Последице
О месту сахране је нашироко извештавано месец дана након што је откривена гробница, што је навело југословенску владу да оптужи америчке снаге КФОР-а да покушавају да прикрију масакр. Југословенска влада је у писму председнику Савета безбедности Уједињених нација тврдила да су све жртве Срби. Југословенска влада је тврдила да су тројицу киднаповали "терористи из редова Ослободилачке војске Косова".
Портпарол НАТО-а је првобитно потврдио да су четири тела идентификована као Срби, али је та изјава касније повучена. НАТО је у каснијој изјави саопштио да не могу да потврде да ли су у неком од тела били Срби или Албанци. Канцеларија за односе са јавношћу америчких трупа у региону издала је саопштење у којем су жртве сахрањене на том локалитету означене као Срби који су убијени после рата и Албанци који су убијени пре рата. Портпарол Хашког трибунала за ратне злочине известио је да два тела можда припадају косовским Србима који су киднаповани после рата.
Истрага ОЕБС-а убрзо након масакра известила је да је шест тела идентификовано као Срби, који су киднаповани из оближњих места, Ливоца и Поштема и Ранилуга. У Угљаре је, како се извештава, био смештен притворски објекат ОВК, а даље истраге КФОР-а довеле су до хапшења припадника ОВК који су негирали било какву умешаност у убиства.
У августу 2018, тим УН-а је скенирао локацију и оближња поља током истраживачке мисије за потенцијалне локације масовних гробница на Косову.